# Nephropidae
A Nephropidae (köznapi nevén languszta vagy homár)
a felsőbbrendű rákok (Malacostraca) osztályának a tízlábú rákok (Decapoda) rendjébe tartozó család.
A homárok fontosnak számítanak gazdasági szempontból, ugyanis gyakran fogyasztják őket, mint "tenger gyümölcsei" (seafood). Ugyan a "languszta" vagy a "homár" szó több kapcsolódó rákfaj nevében is előfordul, a köznapi "languszta" szó leginkább a Nephropidae család tagjaira vonatkozik. Hasadékokban vagy kőrakásoknál élnek a tenger fenekén.

## Megjelenésük
Hosszú testtel és izmos farokkal rendelkeznek. Az öt pár lábukból három pár karmokkal rendelkezik, beleértve az első párt is, amelyek sokkal nagyobbak, mint a többi.
Leginkább kékeszöld vagy barna/zöld színűek, de egyéb színváltozatot is felfedeztek.

## Életkoruk
A languszták 45-50 évet élnek a vadonban, de a pontos kor meghatározása nehéz.

## Élőhelyük
A languszták minden óceánban megtalálhatóak, általában sáros, homokos vagy sziklás tengerfenéken élnek, hasadékokban vagy kőrakásoknál.
A languszták mindenevők, leginkább élő prédákat fogyasztanak, például halakat, puhatestűeket, a többi rákot, férgeket és némely növényt. Ha fogságba kerülnek, még egymást is megeszik (kannibalizmus). Ennek ellenére, ha a homár gyomrában homár bőrt találunk, ez nem feltétlen bizonyíték a kannibalizmusra - a homárok megeszik a bőrüket, miután levedlették őket.

## A Nephropidae család tagjai
- Acanthacaris

- Acanthacaris caeca A. Milne-Edwards, 1881
- Acanthacaris tenuimana Bate, 1888

- Dinochelus Ahyong, Chan & Bouchet, 2010

- Dinochelus ausubeli Ahyong, Chan & Bouchet, 2010

- Eunephrops Smith, 1885

- Eunephrops bairdii Smith, 1885
- Eunephrops cadenasi Chace, 1939
- Eunephrops luckhursti Manning, 1997
- Eunephrops manningi Holthuis, 1974

- Homarinus Kornfield, Williams & Steneck, 1995

- Homarinus capensis (Herbst, 1792)

- Homarus Weber, 1795

- Homarus americanus H. Milne-Edwards, 1837
- Homarus gammarus (Linnaeus, 1758)

- Metanephrops Jenkins, 1972

- Metanephrops andamanicus (Wood-Mason, 1892)
- Metanephrops arafurensis (De Man, 1905)
- Metanephrops armatus Chan & Yu, 1991
- Metanephrops australiensis (Bruce, 1966)
- Metanephrops binghami (Boone, 1927)
- Metanephrops boschmai (Holthuis, 1964)
- Metanephrops challengeri (Balss, 1914)
- Metanephrops formosanus Chan & Yu, 1987
- Metanephrops japonicus (Tapparone-Canefri, 1873)
- Metanephrops mozambicus Macpherson, 1990
- Metanephrops neptunus (Bruce, 1965)
- Metanephrops rubellus (Moreira, 1903)
- Metanephrops sagamiensis (Parisi, 1917)
- Metanephrops sibogae (De Man, 1916)
- Metanephrops sinensis (Bruce, 1966)
- Metanephrops taiwanicus (Hu, 1983)
- Metanephrops thomsoni (Bate, 1888)
- Metanephrops velutinus Chan & Yu, 1991

- Nephropides Manning, 1969

- Nephropides caribaeus Manning, 1969

- Nephrops Leach, 1814

- Nephrops norvegicus (Linnaeus, 1758)

- Nephropsis Wood-Mason, 1872

- Nephropsis acanthura Macpherson, 1990
- Nephropsis aculeata Smith, 1881
- Nephropsis agassizii A. Milne-Edwards, 1880
- Nephropsis atlantica Norman, 1882
- Nephropsis carpenteri Wood-Mason, 1885
- Nephropsis ensirostris Alcock, 1901
- Nephropsis holthuisii Macpherson, 1993
- Nephropsis malhaensis Borradaile, 1910
- Nephropsis neglecta Holthuis, 1974
- Nephropsis occidentalis Faxon, 1893
- Nephropsis rosea Bate, 1888
- Nephropsis serrata Macpherson, 1993
- Nephropsis stewarti Wood-Mason, 1872
- Nephropsis suhmi Bate, 1888
- Nephropsis sulcata Macpherson, 1990

- Thaumastocheles Wood-Mason, 1874

- Thaumastocheles dochmiodon Chan & Saint Laurent, 1999
- Thaumastocheles japonicus Calman, 1913
- Thaumastocheles zaleucus (Thomson, 1873)

- Thaumastochelopsis Bruce, 1988

- Thaumastochelopsis brucei Ahyong, Chu & Chan, 2007
- Thaumastochelopsis wardi Bruce, 1988

- Thymopides Burukovsky & Averin, 1977

- Thymopides grobovi (Burukovsky & Averin, 1976)
- Thymopides laurentae Segonzac & Macpherson, 2003

- Thymops Holthuis, 1974

- Thymops birsteini (Zarenkov & Semenov, 1972)

- Thymopsis Holthuis, 1974

- Thymopsis nilenta Holthuis, 1974